# Museo Fesch

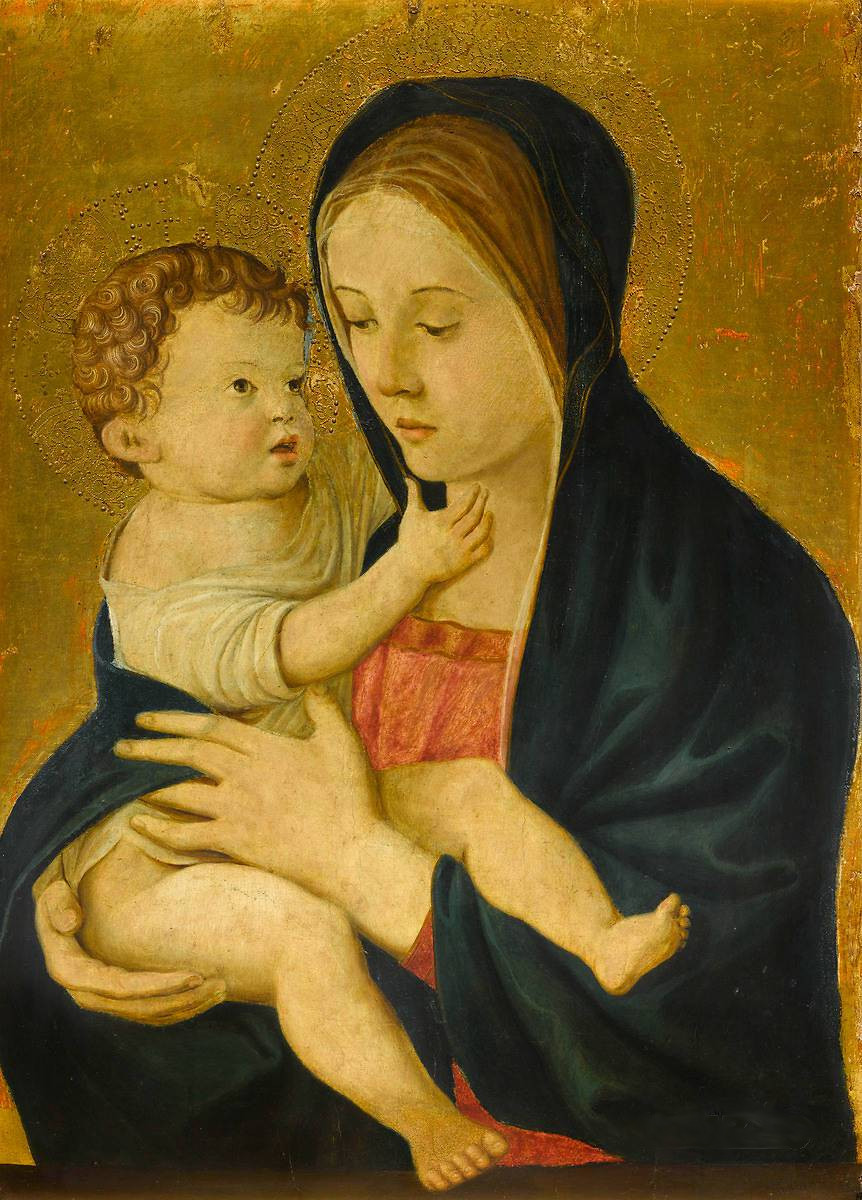
Madonna col bambino di Giovanni Bellini

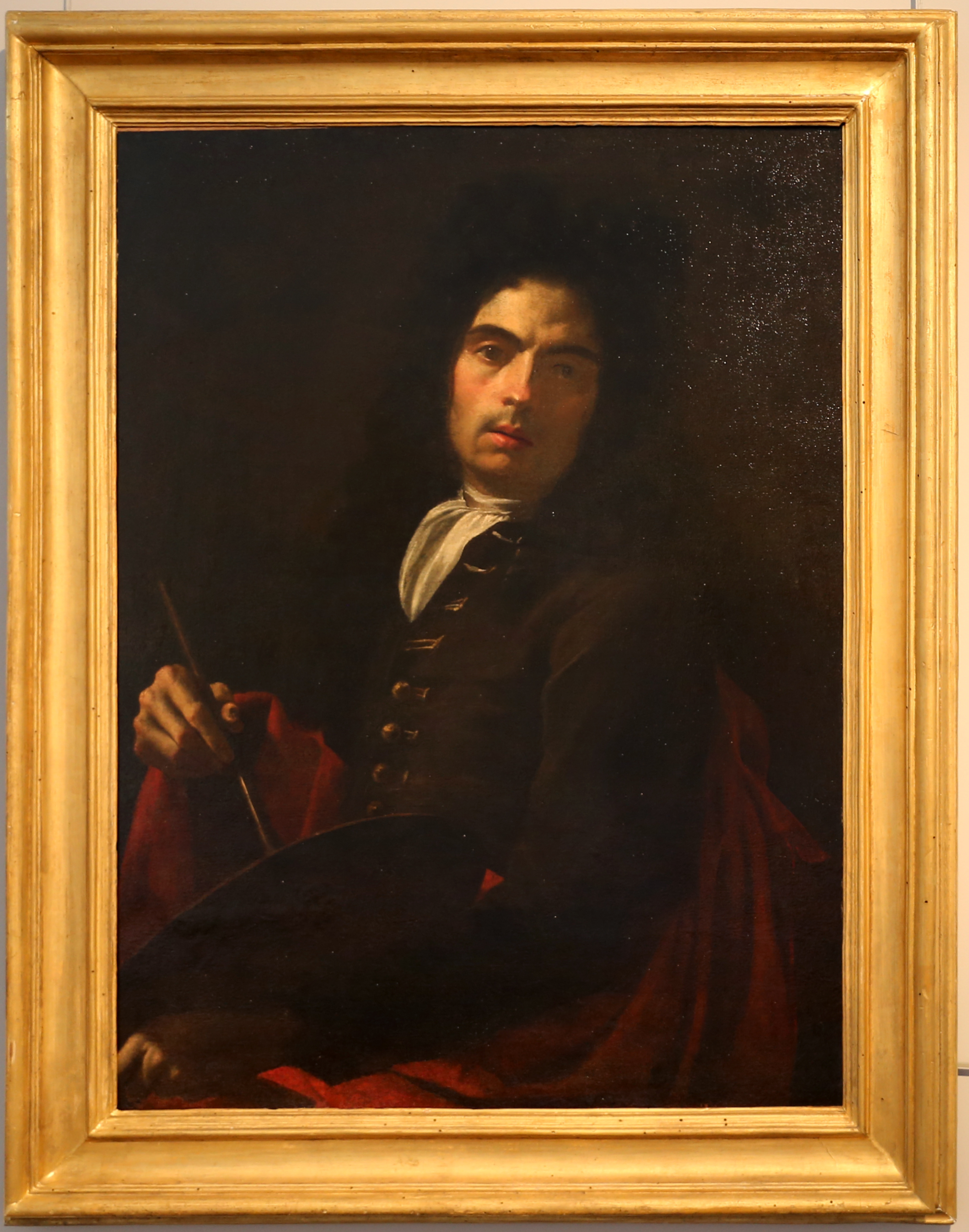
Autoritratto di Corrado Giaquinto

Il Museo Fesch, situato ad Ajaccio, è ospitato nell'ottocentesco palazzo Fesch e custodisce una vastissima collezione di opere d'arte, comprendente dipinti, sculture, mobili, oreficerie e oggetti per uso liturgico. La raccolta di dipinti italiani è la seconda in Francia, dopo quella ospitata al Museo del Louvre.

## Storia
Il Palazzo Fesch fu edificato a partire dal 1828, per volontà del cardinale Joseph Fesch, zio materno di Napoleone I. Giunto in Italia nel 1796 come militare al seguito del nipote, poi come ambasciatore di Francia presso la Santa Sede, il cardinale conobbe e apprezzò l'arte italiana, tanto da iniziare una collezione di opere che alla sua morte, nel 1839,  arriverà a contare circa sedicimila dipinti. Trasferita da Roma in Corsica, la collezione costituì il nucleo del patrimonio museale, arricchito in seguito da importanti donazioni e lasciti, tra cui quello di Felice Baciocchi nel 1866, di Girolamo Bonaparte nel 1897, e della famiglia Rothschild nel 1889 e 1909.
Il museo è stato completamente ristrutturato e riaperto al pubblico nel giugno 2010.

## Le collezioni
Il nuovo percorso museale segue un ordine cronologico, partendo dagli artisti italiani del XIV secolo, fino ai corsi del XX secolo.
Tra le opere di maggior rilievo, sono presenti dipinti di Bernardo Daddi, Lorenzo di Credi, Giovanni Bellini, Jacopo del Sellaio, Sandro Botticelli, Perugino, Tiziano, Paolo Veronese, Ventura Salimbeni, Rutilio Manetti, Filippo Vitale, Corrado Giaquinto.
La scuola nord europea e fiamminga è rappresentata da van Dyck, van Aelst, Berchem, Mengs.
Sono esposte anche opere di molti scultori, tra cui di Antonio Canova, Lorenzo Bartolini, Jean-Baptiste Carpeaux.
L'ala nord del palazzo ospita la Biblioteca comunale, fondata nel XIX secolo per iniziativa di Luciano Bonaparte, con una prestigiosa collezione di volumi di storia, teologia e letteratura. Nell'ala sud è situata la cappella imperiale, edificata a metà dell'Ottocento in stile neo-rinascimentale.

## Opere principali
Sandro Botticelli
- Madonna col Bambino e un angelo, 1465-1467 circa

Tiziano
- Ritratto di giovane, 1517-1520 circa

Corrado Giaquinto
- Autoritratto, 1730-1735 circa
- San Nicola di Bari
- Martirio di San Lorenzo

## Altri progetti

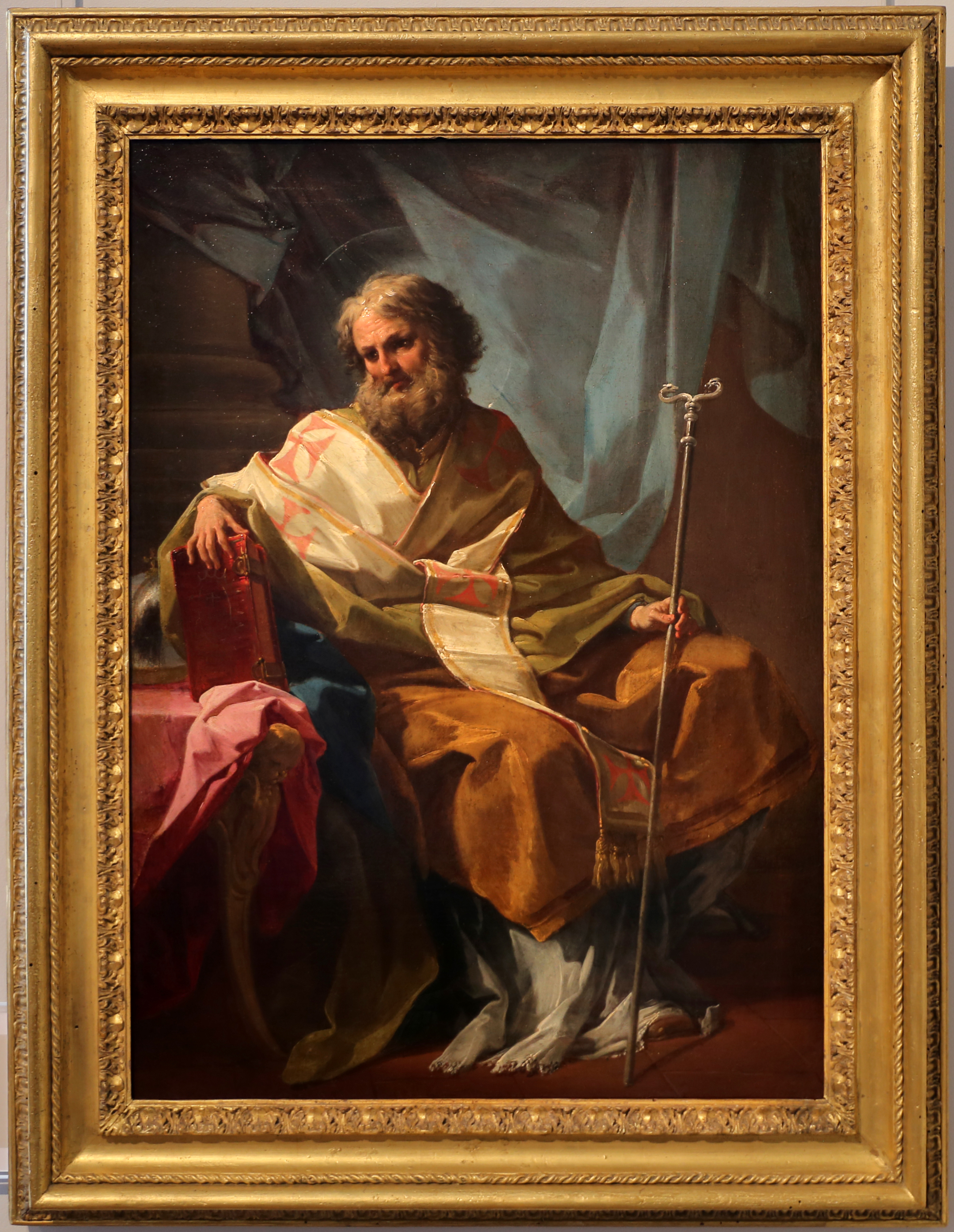
San Nicola di Bari di Corrado Giaquinto